# Le Magicien (série télévisée d'animation, 1997)
Pour les articles homonymes, voir Le Magicien.
Le Magicien est une série télévisée d'animation française en 39 épisodes de 26 minutes, créée par Florian Ferrier, Savin Yeatman-Eiffel et Gilles Adrien et diffusée à partir du 2 septembre 1998 sur France 3 dans l'émission Les Minikeums.

## Synopsis
À l'aube du troisième millénaire, les avancées technologiques sont telles que les rêves les plus inimaginables deviennent possibles. Mais l'organisation criminelle de Black Jack compte tirer profit de ces avancées pour son propre compte. C'est alors que le célèbre magicien Ace Cooper décide de lutter contre cette menace…

## Fiche technique
- Création : Florian Ferrier, Savin Yeatman-Eiffel et Gilles Adrien
- Réalisation : Oumar N'Diaye
- Direction artistique : Philippe Rouchier
- Décors : Charles Barrez
- Musique : Hervé Lavandier
- Production : Marc du Pontavice
  - Production exécutive : Emmanuel Prévost
- Société de production : Gaumont Multimédia
- Pays d'origine :  France
- Langue originale : français
- Format : couleur - 1,33:1
- Genre : série d'animation, aventure, action, crime, fantasy
- Durée : 26 minutes

## Distribution
- Emmanuel Jacomy : Ace Cooper
- Christophe Lemoine : Cosmo
- Pierre-François Pistorio : Véga
- Igor De Savitch : Black Jack
- Françoise Cadol : Angel, Mona
- Serge Blumenthal : commissaire Fredericks
- Guillaume Orsat : Diablo
- Martine Irzenski : Naussica

## Épisodes
1. Black Cat
2. Le train fou
3. Cyber
4. Les maîtres de magie
5. Hors jeu
6. Un modèle de top model
7. Crises au Crésus palace
8. La prophétie
9. Les coulisses de Stockball
10. Que faisiez vous à Electro City ?
11. Flagrant délit
12. Meilleurs vœux de bonheur
13. Le grand défi
14. Une voix en or
15. Le planet électrique
16. Panique au cirque
17. Stars de ciné
18. Sueurs froides - 1re partie
19. Sueurs froides - 2e partie
20. Le jeu de la vérité
21. Le sosie
22. La femme sans visage
23. Et plus si affinités
24. Catastrophe en direct
25. X Oshi
26. Furtif
27. L'affaire Paparazzo
28. Mille flammes
29. Hardbeat
30. Sale temps pour le magicien
31. Junior
32. Bienvenue à bord
33. Les loups sont lâchés
34. Les dés sont jetés
35. Piège virtuel
36. Le vol de prospérité
37. La chasse
38. Tous contre un
39. Professeur Cosmo

## Diffusion internationale
| Pays       | Chaîne                                         |
| ---------- | ---------------------------------------------- |
| Allemagne  | ProSieben                                      |
| États-Unis | Fox Kids                                       |
| France     | France 3, France 2, Canal J, Gulli (2005-2006) |
| Italie     | Italia 1                                       |